# Bengalski jezik
Bengalski jezik (bangala, bangla, bangla-bhasa; ISO 639-3: ben) indoarijski jezik Južne Azije koji je evoluirao iz sanskrta, palija i prakritskog jezika. Ponekad se za njega, pod utjecajem engleskog, koristi izraz bengali, dok ga sami Bengalci nazivaju bangla.
Pripada bengalsko-asamskoj podskupini. Postoji više narječja: barik, bhatiari, chirmar, kachari-bengali, lohari-malpaharia, musselmani, rajshahi, samaria, saraki, siripuria (kishanganjia). 181 272 900 govornika, od čega 110 000 000 u Bangladešu (2001 popis); 70 600 000 u Indiji (1997.; Zapadni Bengal; Bihar; Meghalaya, planine Garo; Mizoram; Nagaland; Assam); 23600 u Nepalu (popis 2001.); 600 u Singapuru (1985.) od 14 000 etničkih (Johnstone and Mandryk 2001.)
Piše se bengalskim pismom. Uči se u osnovnim i srednjim školama.

## Vanjske poveznice
- Ethnologue (14th)
- Ethnologue (15th)